# Hochschule Østfold

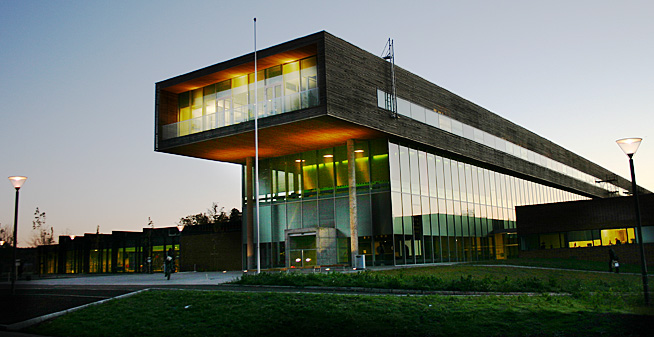
Hochschule Østfold, Standort Halden

Die Hochschule in Østfold (norwegisch: Høgskolen i Østfold) – kurz HiØ – ist eine staatliche Hochschule in der norwegischen Stadt Fredrikstad (Fylke Østfold) mit 7000 Studenten und rund 550 Mitarbeitern (Stand 2015). Es bestehen auch Standorte in Halden und Sarpsborg. Rektor der Hochschule ist Hans Blom.
Es gibt pädagogische, sozialarbeiterische und krankenpflegerische Studienangebote. Abschlussmöglichkeiten sind Bachelor und Master.